# Police Football Club
El Miscellaneous Police FC es un equipo profesional de fútbol de Trinidad y Tobago, fundado en el año 1975 en la ciudad de Saint James, y que juega en la TT Pro League.

## Estadio
Su estadio es el Manny Ramjohn Stadium, localizado en la ciudad de Marabella, Trinidad y Tobago. Fue inaugurado el 17 de septiembre de 2001, con el juego España - Burkina Faso del Mundial Sub-17 2001.
El nombre que se le dio al estadio es en honor a Manny Ramjohn, primer ganador de medalla de oro en una competición internacional nacido en Trinidad y Tobago. Actualmente el estadio cuenta con una capacidad para 10,000 aficionados.

## Palmarés
- TT Pro League: 3

1979, 1991, 1994

## Participación en competiciones de la Concacaf
- Copa de Campeones de la Concacaf: 2 apariciones

1980 - Primera ronda - derrotado por  Transvaal 4-2 en el resultado global.
1991 - Subcampeón - derrotado por  Puebla 4-2 en el resultado global.